# Vale dos Rios Piauí e Itaueiras
A região Vale dos Rios Piauí e Itaueiras é uma dos doze Territórios de Desenvolvimento do Piauí, regiões criadas pela Lei Complementar Nº 87/2007 e ratificadas pela Lei 6.967/2017 , em que se dividem o estado para fins de planejamento político/administrativo e implementação de projetos intermunicipais entre localidades dentro do mesmo polo, além de fornecer dois assentos para os Conselhos do Governo do Piauí..

## Municípios
Municipalidades listadas em ordem alfabética:
- Arraial
- Brejo do Piauí
- Canto do Buriti
- Floriano
- Flores do Piauí
- Francisco Ayres
- Itaueira
- Nazaré do Piauí
- Nova Santa Rita
- Pajeú do Piauí
- Pavussu
- Paes Landim
- Pedro Laurentino
- Ribeira do Piauí
- Rio Grande do Piauí
- São José do Peixe
- São Miguel do Fidalgo
- Socorro do Piauí
- Tamboril do Piauí

Os municípios deste território se localizam em várias regiões geográficas intermediárias, utilizada para fins estatísticos do IBGE, incluindo todos os integrantes da Região Geográfica Imediata de Canto do Buriti (exceptuando Eliseu Martins) e partes da Região Geográfica Imediata de Floriano, Região Geográfica Imediata de Oeiras e Região Geográfica Imediata de São João do Piauí e no passado faziam parte da Microrregião de São Raimundo Nonato, Microrregião do Alto Médio Canindé, Microrregião de Floriano.